# Harald Schliemann (Zoologe)
Harald Schliemann (* 14. April 1936 in Hamburg) ist ein deutscher Zoologe und ehemaliger Leiter des Hamburger Zoologischen Museums, der sich vornehmlich den Säugetieren widmet.

## Leben
Schliemann schrieb sich 1956 an der Universität Hamburg ein, wo er Biologie mit Schwerpunkt Zoologie studierte sowie Nebenfächer in Botanik, Fischereibiologie und vorklinischer Medizin absolvierte. Er erlangte 1963 sein Diplom und die ärztliche Vorprüfung. Von 1963 bis 1964 war er Assistent von Ernst Horstmann (1909–1972) am anatomischen Lehrstuhl des Universitätskrankenhauses Hamburg-Eppendorf. Von 1964 bis 1966 wechselte er zu Curt Kosswig an den Zoologischen Lehrstuhl der Universität Hamburg. 1965 wurde er mit der Dissertation Zur Morphologie und Entwicklung des Craniums von Canis lupus f. familiaris L. zum Doktor der Naturwissenschaften (Dr. rer. nat.) an der Universität Hamburg promoviert. Daneben schloss er die Nebenfächer Botanik und Organische Chemie ab. 1971 habilitierte er sich im Fachbereich Zoologie und erwarb die Venia Legendi als Privatdozent an der Universität Hamburg. 1979 wurde er Professor an der Universität Hamburg.
Schliemann hatte verschiedene akademische Positionen inne. Ab 1966 übernahm er die Leitung der Abteilung für Säugetiere am Zoologischen Museum Hamburg. 1968/1969 war er für eine Gastdozentur an der University of Nairobi in Kenia beurlaubt. Von 1976 bis 1977 agierte er als kommissarischer Geschäftsführender Direktor des Zoologischen Instituts und des Zoologischen Museums der Universität Hamburg, bevor er von 1988 bis 1991 die Position des Geschäftsführenden Direktors einnahm. Darüber hinaus leitete er das Zoologische Museum von 1990 bis 2001 und trat 2001 in den Ruhestand. 
In seiner wissenschaftlichen Forschung konzentrierte sich Schliemann auf die Biologie der Säugetiere, insbesondere auf die funktionelle Anatomie und Histologie der Hautanhangsorgane sowie des Bewegungsapparates der Fledertiere und Raubtiere. Er beschäftigte sich zudem mit der Ontogenese des Säugerschädels, Systematik und spezifischen evolutionsbiologischen Fragestellungen. Seine Forschungsergebnisse waren in zahlreichen Originalpublikationen, Lehrbuchbeiträgen sowie in Diplom- und Dissertationarbeiten seiner Studierenden dokumentiert. 1982 beschrieb Schliemann das Patzelt-Meerschweinchen (Cavia patzelti) aus Ecuador.
In der akademischen Lehre hielt Schliemann Vorlesungen zu Themen wie der vergleichenden Anatomie der Wirbeltiere, Tiergeographie und der menschlichen Anatomie. Er bot auch praxisorientierte Lehrveranstaltungen vor allem in der Wirbeltieranatomie an.
Darüber hinaus war Schliemann in verschiedenen akademischen Gremien aktiv, einschließlich Berufungskommissionen, dem Fachbereichsrat und dem Akademischen Senat der Universität Hamburg. Er war Schriftführer im Vorstand der Deutschen Zoologischen Gesellschaft, Mitglied des Auswahlgremiums der Studienstiftung des deutschen Volkes und seit 2002 Erster Vorsitzender des Naturwissenschaftlichen Vereins in Hamburg sowie Schriftleiter dessen Zeitschrift Natur und Wissen. Darüber hinaus war er Herausgeber der Zeitschrift für Säugetierkunde und war 1969 neben Jochen Niethammer, Erich Thenius, Dietrich Starck und Michael Köhnke Mitherausgeber des Bandes Mammalia aus der Reihe Handbuch der Zoologie. Des Weiteren beriet er die Redaktion der von Bernhard Grzimek begründeten Zeitschrift Das Tier, deren Herausgeber er von 1987 bis 2000 war. Ab 1981 leitete er regelmäßig naturkundliche Studienreisen.

## Dedikationsnamen
2007 wurde die Schliemann-Haftscheibenfledermaus (Myzopoda schliemanni) aus Madagaskar zu Ehren von Harald Schliemann benannt.